# Сардари, Абдул-Хусейн
Абдул-Хусейн Сардари Каджар (1914—1981) — иранский государственный деятель и дипломат азербайджанского происхождения, который спас жизнь многим евреям во время Холокоста. Известен как «иранский Шиндлер». Представитель шахской династии Каджаров, которая правила Ираном (1789—1925)

## Биография
В 1941 году Сардари возглавлял иранское консульство в Париже. Когда немцы оккупировали город, в нём существовала значительная община иранских евреев. Опираясь на соглашение нацистской Германии и Ирана, которое защищало всех иранских граждан от немецкой агрессии, Сардари смог защитить иранских евреев, чьи семьи жили в Иране со времён Персидской империи. (Кир Великий лично приказал освободить евреев Вавилонии от вавилонского рабства.)
Кроме того, Сардари выдавал сотни иранских паспортов для неиранских евреев, чтобы спасти их от преследования. Для безопасности своих действий он не спрашивал разрешения у иранского руководства. Впоследствии его действия были одобрены правительством Ирана.
Дальнейшая жизнь Сардари была омрачена исчезновеним в 1948 году его девушки-китаянки во время Гражданской войны в Китае, обвинениями в хищении со стороны послевоенного правительства Ирана и нуждой в последние годы в связи с потерей своих пенсионных прав и собственности после иранской революции 1979 года. Он умер в одиночестве в однокомнатной квартире в Кройдоне в 1981 году.

## Награды
Сардари получал награды от ряда еврейских организаций, таких, как Центр Симона Визенталя. В апреле 1978 года, за три года до своей смерти, Абдул-Хусейн Сардари так ответил на запрос израильского мемориала Холокоста «Яд ва-Шем» о своих действиях: «Как вы знаете, я имел удовольствие быть иранским консулом в Париже во время немецкой оккупации Франции и в таком качестве спасти всех иранцев, в том числе иранских евреев, было моим долгом».

## В массовой культуре
В 2007 году по мотивам действий Сардари в Париже был снят иранский телесериал «Поворот на ноль градусов». В центре внимания сериала — иранский мусульманин, который во время учёбы во Франции во время Второй мировой войны влюбляется в еврейскую женщину, а позже отчаянно ищёт пути спасти её и других евреев от неминуемой угрозы депортации.